# لو هان
لوهان اکسو LuHan

لو هان (چینی: 鹿晗؛ انگلیسی: luhan; کره‌ای: 루한) (زاده ۲۰ آوریل ۱۹۹۰) بازیگر و خواننده چینی است. او عضو سابق گروه چینی-کره‌ای اکسو و زیرگروه اکسو-ام بود که در اکتبر ۲۰۱۴ به قرارداد خود با اس. ام. اینترتینمنت خاتمه داد و به چین بازگشت.

## اوایل زندگی
لوهان در ۲۰ آوریل ۱۹۹۰، در هایدیان، پکن به دنیا آمد. در سال ۲۰۰۸، وی در آزمون جهانی شرکت سرگرمی JYP شرکت کرد که البته ناموفق بود. در سال ۲۰۱۰، هنگامی که در سئول درس می‌خواند، در میونگ دونگ کره توسط یکی از نمایندگان اس. ام. اینترتینمنت کشف شد و سپس به عنوان یک کارآموز تحت نظر این شرکت درآمد.

## حرفه موسیقی

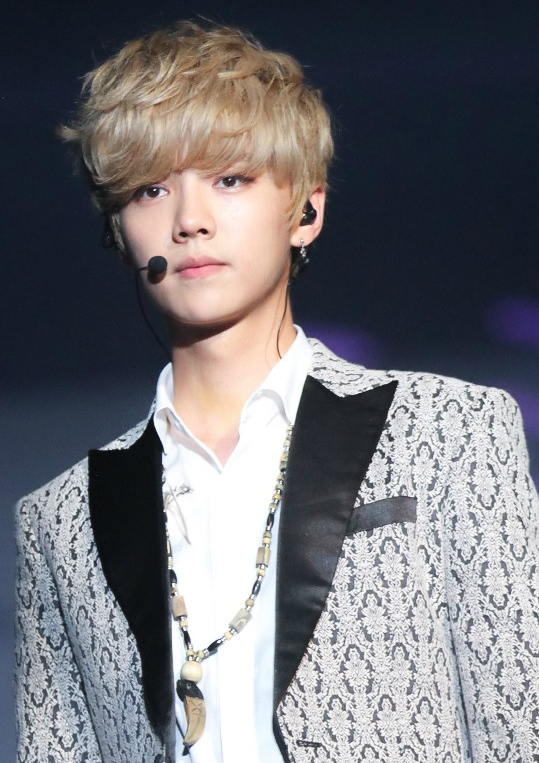
لو هان

### ۲۰۱۱–۲۰۱۴: اکسو
در ۲۹ دسامبر ۲۰۱۱، به همراه تاعو، چن و کای، اولین اجرای تلویزیونی خود را در SBS Gayo Daejeon ارائه داد. به دنبال این اتفاق، او دومین عضو اکسو بود که رسماً به عنوان یکی از ۴ عضو چینی اکسو در زیرگروه اکسو-ام معرفی گردید. گروه آهنگ‌های اولیه خود "عشق چیست؟" (۳۰ ژانویه ۲۰۱۲) و "تاریخ" (۹ مارس) را منتشر کردند. اولین شوکیس قبل از شروع به کار آن‌ها نیز در ۳۱ مارس در ورزشگاه المپیک سئول برگزار شد. اولین تک‌آهنگ رسمی گروه "ماماً در ۸ آوریل، و به دنبال آن در ۹ آوریل، آلبوم "ماماً منتشر شد. گروه در ۸ آوریل اولین اجرای تلویزیونی خود، "ماماً را در دوازدهمین جشنواره Yinyue Fengyun Bang در پکن ارائه دادند.
اکسو در سال ۲۰۱۳ با آلبوم «اکس او اکس او» و نسخهٔ ریپکیج شده آن به موفقیت تجاری قابل توجه دست یافتند. این آلبوم به اولین آلبوم با فروش بالای یک میلیون در طول دوازده سال در کرهٔ جنوبی تبدیل شد. آلبوم سال ۲۰۱۴ اکسو، «اوردوز» نیز در داخل و خارج کشور با استقبال خوبی مواجه شد، همچنین به جدول بیلبورد ۲۰۰ در آمریکا ورود پیدا کرد.
در ۵ اوت ۲۰۱۴، نام وی به دلیل داشتن «بیشترین کامنت‌ها در یک پست ویبو» وارد رکوردهای جهانی گینس شد.
در ۱۰ اکتبر، لوهان برای لغو قرارداد خود به دادگاه علیه اس.ام. اینترتینمنت شکایت کرد و اکسو را ترک کرد.

### ۲۰۱۴ تا به اکنون: نقش‌های تلویزیونی، بازیگری و آغاز به کار انفرادی
بعد از شروع به کار انفرادی اش در چین، لوهان رتبهٔ ارزشمندترین ستارهٔ مرد را در Baidu Moments Conference و مقام محبوب‌ترین هنرمند آسیا را در مراسم اهدای جایزهٔ پایان سال iQiyi به دست آورد؛ و در Tudou Young Choice Awards شخص سال لقب گرفت. وی همچنین به عنوان سی و هفتمین سلبریتی پردرآمد در چین توسط Forbes نام نهاده شد.
لوهان در سال ۲۰۱۵ با فیلم «بازگشت به۲۰ سالگی» آغاز به کار بازیگری کرد. این فیلم از روی فیلم پرطرفدار کره‌ای «خانم مادربزرگ» ساخته شده بود. این فیلم در صدر جداول قرار گرفت و رکورد پرفروش‌ترین فیلم حاصل همکاری کره و چین را شکست. لوهان همچنین آهنگ اصلی فیلم «فردای ما» را خوانده‌است.
در ۹ ژانویه، موزه مادام توسو پکن برای رونمایی از تندیس مومی لوهان، از او دعوت کرد. در ۱۵ ژانویه، لوهان در Sina Weibo Night لقب Male God of the Year و پادشاه ویبو را از آن خود کرد.
در مارس، او به عنوان یکی از بازیگران فیلم هالیوودی حماسی و تاریخی دیوار بزرگ چین به کارگردانی ژانگ ییمو معرفی شد. او همچنین به بازیگران فیلم «شاهد»، نسخه بازسازی شده فیلم کره‌ای «کور» پیوست. فیلم در ۳۰ اکتبر اکران شد، و لوهان در موسیقی متن فیلم نیز همکاری داشته‌است.
در ۱۸ آوریل، او در جشنواره بین‌المللی فیلم پکن حاضر شد و جایزهٔ هنرمند تازه‌کار سال را گرفت. در ۹ می، او جایزه بهترین بازیگر مرد را در جشنواره فیلم دانشجویی پکن بدست آورد.
همچنین او در سال ۲۰۱۷ جزء ۳ الههٔ مرد چین شد.
در ژوئیه، او به همراهی دیوید تائو، آهنگی برای بازی‌های المپیک زمستانی ۲۰۲۲ که در پکن برگزار می‌شود خواند. او اعلام کرد که به زودی اولین آلبوم انفرادی خود را با همکاری Djemba Djemba منتشر خواهد کرد.
در اوت، لوهان به برنامه Hurry Up, Brother پیوست.
در ۱۰ سپتامبر، لوهان قسمت اول نخستین آلبوم تک نفره خود «دوباره بارگذاری شده» را منتشر کرد. آلبوم به صدر جدول موسیقی QQ راه پیدا کرد، و در پنج روز یک میلیون نسخه از آن به فروش رسید. در ۲۵ سپتامبر، لوهان رکورد خودش یعنی بیشترین کامنت پست ویبو را شکست.
در ۱ دسامبر، لوهان به عنوان سفیر رسمی چین برای جنگ ستارگان انتخاب شد. او آهنگی با عنوان «نیروی درونی» خواند که آهنگ تبلیغاتی رسمی چینی برای فیلم جنگ ستارگان: نیرو برمی‌خیزد محسوب می‌شود. در ۱۴ دسامبر، نسخه کامل آلبوم «دوباره بارگذاری شده» را منتشر کرد. آلبوم نه تنها در چین بلکه در جدول the Tower Records در ژاپن و the G-Music در تایوان نیز در صدر قرار گرفت. این تنها آلبوم از چین بود که به ۵ آلبوم برتر جدول G-Music تایوان راه یافت.
در مارس، لوهان در QQ Music Awards حاضر شد و جایزه بهترین آلبوم دیجیتال سال و بهترین خواننده مرد سال را به دست آورد. او سپس اقدام به برگزاری نخستین تور کنسرت انفرادی خود، "Luhan Reloaded: 2016 Luhan 1st China Tour" کرد. تور در ۲۶ مارس در پکن، ۲ آوریل در گوانگژو، و ۹ آوریل در شانگهای برگزار شد. در همین ماه، او برنده جایزه هنرمند همه‌جانبه سال، آلبوم توصیه شده توسط رسانه‌ها در the Chinese Golden Charts Awards، و جوایز آلبوم سال و هنرمند سال در the 4th V Chart Awards شد. "ریلودد" همچنین از طرف فدراسیون بین‌المللی صنعت فونوگرافی تأیید شده‌است.
در مارس، لوهان در اولین برنامه از زندگی واقعی‌اش به صورت انفرادی به نام "سلام، این لوهان است؟" ظاهر شد که به صورت آنلاین از Youku and Tudou پخش می‌شد. در ژوئن، لوهان به برنامه "برگشت به مدرسه۲" پیوست.
در اوت، او در فیلم فانتزی-اکشن-ماجراجویی «مهاجمان زمان» که بر اساس سری رمان آنلاین Tomb Raiders ساخته شده بود درخشید. فیلم برای بار نخست در ۵ اوت اکران شد و به صدر جداول رسیده، تبدیل به پربیننده‌ترین فیلم تابستان ۲۰۱۶ شد.
لوهان در سال ۲۰۱۷ سریال ۵۰ قسمتی «جنگجوی سرنوشت» را فیلم‌برداری کرد که از شبکهٔ Hunan TV پخش شد.
در ۲۱ اکتبر، لوهان دومین آلبوم انفرادی خود "Xperience" را با آهنگ اصلی "وقتی افتادم مرا بگیر" منتشر کرد. این آلبوم پس از انتشار، به صدر ۸ جدول در ۴ سیستم موسیقی چینی رسید؛ و همچنین صدر جدول آی‌تیونز در سنگاپور و تایوان را از آن خود کرد.

## زندگی شخصی
در ۸ اکتبر ۲۰۱۷، اعلام شد که لوهان با بازیگر چینی گوان شیائوتنگ رابطه دارد.

## آلبوم‌شناسی

### آلبوم‌ها

#### آلبوم‌های استادیویی
| عنوان               | مشخصات آلبوم                                                   |
| ------------------- | -------------------------------------------------------------- |
| دوباره بارگذاری شده | - منتشرشده: ۲۲ دسامبر ۲۰۱۵ - برچسب: LuHan Studio - قالب: سی دی |

#### آلبوم‌های چند آهنگه
| عنوان                  | مشخصات آلبوم                                                             | فروش             |
| ---------------------- | ------------------------------------------------------------------------ | ---------------- |
| دوباره بارگذاری شده I  | - منتشرشده: ۱۴ سپتامبر ۲۰۱۵ - برچسب: LuHan Studio - قالب: دانلود دیجیتال | - CHN: 3,322,100 |
| دوباره بارگذاری شده II | - منتشرشده: ۱ دسامبر ۲۰۱۵ - برچسب: LuHan Studio - قالب:دانلود دیجیتال    | - CHN: 1,098,400 |
| دوباره بارگذاری شده+   | - منتشرشده: ۱۶ فوریه ۲۰۱۶ - برچسب: LuHan Studio - قالب:دانلود دیجیتال    | - CHN: 1,264,800 |
| Xperience              | - منتشرشده: ۲۱ اکتبر ۲۰۱۶ - برچسب: LuHan Studio - قالب: دانلود دیجیتال   | - TBA            |

### تک‌آهنگ‌ها
| عنوان                  | سال  | Peak chart positions                    | آلبوم                  |
| عنوان                  | سال  | Billboard Charts\|CHN Billboard V Chart | آلبوم                  |
| ---------------------- | ---- | --------------------------------------- | ---------------------- |
| "That Good Good"       | ۲۰۱۵ | —                                       | دوباره بارگذاری شده I  |
| "آهنگ تو"              | ۲۰۱۵ | —                                       | دوباره بارگذاری شده    |
| "Football Gang"        | ۲۰۱۵ | —                                       | دوباره بارگذاری شده    |
| "مدال ها"              | ۲۰۱۵ | ۱                                       | دوباره بارگذاری شده    |
| "Promises"             | ۲۰۱۵ | —                                       | دوباره بارگذاری شده    |
| "لو"                   | ۲۰۱۵ | —                                       | دوباره بارگذاری شده II |
| "Excited"              | ۲۰۱۶ | ۱                                       | دوباره بارگذاری شده+   |
| "وقتی افتادم مرا بگیر" | ۲۰۱۶ | ۲                                       | Xperience              |

### موسیقی متن‌ها
| عنوان                                     | سال  | Peak chart positions   | Peak chart positions                    | آلبوم                             |
| عنوان                                     | سال  | Baidu\|CHN Baidu Chart | Billboard Charts\|CHN Billboard V Chart | آلبوم                             |
| ----------------------------------------- | ---- | ---------------------- | --------------------------------------- | --------------------------------- |
| "فردای ما"                                | ۲۰۱۴ | ۱                      | —                                       | 20 Once Again OST                 |
| "Love moving Forward"                     | ۲۰۱۵ | —                      | —                                       | 20 Once Again OST                 |
| "تین می می"                               | ۲۰۱۵ | —                      | —                                       | Comrades: Almost A Love Story OST |
| "Medals"                                  | ۲۰۱۵ | —                      | ۵                                       | موسیقی متن فیلم شاهد              |
| "Deep"                                    | ۲۰۱۵ | —                      | ۳                                       | Kung Fu Panda 3 OST               |
| "نیروی درونی"                             | ۲۰۱۶ | —                      | ۲                                       | Star Wars: The Force Awakens OST  |
| "Back to 17" (with Back to School 2 cast) | ۲۰۱۶ | ۲                      | —                                       | Back to School 2 OST              |

### حضور در سایر کارها
| عنوان                                                   | سال  | Peak chart positions             | فروش                | آلبوم                 |
| عنوان                                                   | سال  | Gaon Music Chart\|KOR Gaon Chart | فروش                | آلبوم                 |
| ------------------------------------------------------- | ---- | -------------------------------- | ------------------- | --------------------- |
| "Dear My Family" (as part of SM Town)                   | ۲۰۱۲ | —                                |                     | I AM. OST             |
| "Maxstep" (as part of Younique Unit)                    | ۲۰۱۲ | ۲۲۸                              | - KOR (DL): 15,420+ | PYL Younique Volume 1 |
| "Please Come to the Great Wall to Ski" (with David Tao) | ۲۰۱۵ | —                                |                     | Non-album releases    |

## بردها و نامزد شده‌ها
| سال  | کار نامزد شده                 | منتقد/جشنواره                                   | دسته‌بندی                          | نتیجه |
| ---- | ----------------------------- | ----------------------------------------------- | --------------------------------- | ----- |
| ۲۰۱۴ |                               | 2014 Baidu Moments Conference                   | ارزشمندترین ستاره مرد             | برنده |
| ۲۰۱۴ | iQiyi All-Star Carnival Night | جایزه هنرمند محبوب آسیا                         | برنده                             |       |
| ۲۰۱۴ | Tudou Young Choice Awards     | شخص سال                                         | برنده                             |       |
| ۲۰۱۵ | 2014 Sina Weibo Night         | مرد سال ویبو                                    | برنده                             |       |
| ۲۰۱۵ | 2014 Sina Weibo Night         | پادشاه ویبو                                     | برنده                             |       |
| ۲۰۱۵ | باری دیگر ۲۰ سالگی            | 5th Beijing International Film Festival         | تازه‌کار سال                       | برنده |
| ۲۰۱۵ | باری دیگر ۲۰ سالگی            | 22nd Beijing College Student Film Festival      | جایزه محبوبترین بازیگر            | برنده |
| ۲۰۱۵ | باری دیگر ۲۰ سالگی            | 12th Guangzhou University Student Film Festival | جایزه محبوبترین بازیگر            | برنده |
| ۲۰۱۶ | دوباره بارگذاری شده           | QQ Music Awards                                 | بهترین آلبوم دیجیتال سال          | برنده |
| ۲۰۱۶ |                               | QQ Music Awards                                 | بهترین خواننده مرد سال            | برنده |
| ۲۰۱۶ | دوباره بارگذاری شده           | Music Radio Global Chinese Golden Chart         | آلبوم سال پیشنهادشده توسط رسانه‌ها | برنده |
| ۲۰۱۶ |                               | Music Radio Global Chinese Golden Chart         | هنرمند همه‌جانبه سال               | برنده |
| ۲۰۱۶ | "Medals"                      | Music Radio Global Chinese Golden Chart         | ۲۰ آهنگ برتر سال                  | برنده |
| ۲۰۱۶ | دوباره بارگذاری شده           | 4th V Chart Awards                              | بهترین آلبوم سال                  | برنده |
| ۲۰۱۶ |                               | 4th V Chart Awards                              | Top Male Artist-Mainland          | برنده |

## فیلم‌شناسی

### فیلم‌ها
| سال  | نام                | نقش                            |
| ---- | ------------------ | ------------------------------ |
| ۲۰۱۵ | بازگشت به ۲۰ سالگی | نوهٔ شخصیت اصلی (ژیانگ ژین جین) |
| ۲۰۱۵ | ۱۲ مرغابی طلایی    | لو هان                         |
| ۲۰۱۵ | شاهد               | لین چونگ                       |
| ۲۰۱۶ | دیوار بزرگ چین     | پنگ یونگ                       |
| ۲۰۱۶ | مهاجمان زمان       | وو ژی                          |
| ۲۰۱۶ | مبارزه شیرین       | نقش اول مرد                    |
| ۲۰۱۷ | مبارز سرنوشت       | نقش اول مرد(چن چانگ شنگ)       |
| ۲۰۲۰ | کراس فایر          | نقش اول مرد                    |
| ۲۰۲۰ | سیسیفوس            | نقش اول مرد (ژائو بین بین)     |